# Gruppo del Kirchberg
Il Gruppo del Kirchberg (in tedesco Kirchberggruppe) è un gruppo montuoso dei Monti dello Stein. Si trova in Austria (Tirolo).
Prende il nome dal Kirchberg montagna più significativa.

## Classificazione
La SOIUSA lo vede come un supergruppo alpino con la seguente classificazione:
- Grande parte = Alpi Orientali
- Grande settore = Alpi Nord-orientali
- Sezione = Alpi Settentrionali Salisburghesi
- Sottosezione = Monti dello Stein
- Supergruppo = Gruppo del Kirchberg
- Codice = II/B-24.I-B

## Suddivisione
La SOIUSA lo suddivide in un gruppi e due sottogruppi:
- Gruppo Kirchberg-Buchensteinwand (3)
  - Buchensteinwand (3.a)
  - Massiccio del Kirchberg (3.b)

## Monti
I monti principali del gruppo sono:
- Wallerberg - 1.682 m
- Kirchberg - 1.678 m
- Kalkstein - 1.506 m
- Hochgründberg - 1.495 m
- Buchensteinwand - 1.462 m